# 1931-es magyar úszóbajnokság
Az 1931-es magyar úszóbajnokság legtöbb versenyszámát augusztusban rendezték meg Budapesten.

## Eredmények

### Férfiak
| Versenyszám                             | Arany                                                                          | Arany                                                             | Ezüst                                                              | Ezüst                                                             | Bronz                                                                              | Bronz                                                             |
| --------------------------------------- | ------------------------------------------------------------------------------ | ----------------------------------------------------------------- | ------------------------------------------------------------------ | ----------------------------------------------------------------- | ---------------------------------------------------------------------------------- | ----------------------------------------------------------------- |
| 100 m gyorsúszás Döntő: augusztus       | Bárány István MOVE Eger SE                                                     | 59,8                                                              | Székely András Ferencvárosi TC                                     | 1:00,8                                                            | Wanié András Szegedi UE                                                            | 1:01,6                                                            |
| 200 m gyorsúszás Döntő: augusztus       | Bárány István MOVE Egere SE                                                    | 2:22,2                                                            | Szabados László Újpesti TE                                         | 2:24,6                                                            | Wanié András Szegedi UE                                                            | 2:25,2                                                            |
| 400 m gyorsúszás Döntő:                 | Bárány István MOVE Egere SE                                                    | 5:09,0                                                            | Halassy Olivér Újpesti TE                                          | 5:16,4                                                            | Mihályffy István Szegedi UE                                                        | 5:18,4                                                            |
| 800 m gyorsúszás Döntő: augusztus       | Halassy Olivér Újpesti TE                                                      | 11:06,4                                                           | Páhok István MTK                                                   | 11:29,0                                                           | Lengyel Árpád Kaposvári Turul SE                                                   | 11:31,0                                                           |
| 1500 m gyorsúszás Döntő:                | Halassy Olivér Újpesti TE                                                      | 21:52,0                                                           | Páhok István MTK                                                   | 22:11,8                                                           | Jakab János Újpesti TE                                                             | 22:46,0                                                           |
| 100 m hátúszás Döntő: augusztus         | Herendy Ferenc Szegedi UE                                                      | 1:15,8                                                            | Bitskey Aladár MOVE Eger SE                                        | 1:16,0                                                            | Nagy Károly Újpesti TE                                                             | 1:16,2                                                            |
| 100 m mellúszás Döntő: augusztus        | A győztes a szintidőt nem teljesítette, így nem avattak bajnokot!              | A győztes a szintidőt nem teljesítette, így nem avattak bajnokot! | A győztes a szintidőt nem teljesítette, így nem avattak bajnokot!  | A győztes a szintidőt nem teljesítette, így nem avattak bajnokot! | A győztes a szintidőt nem teljesítette, így nem avattak bajnokot!                  | A győztes a szintidőt nem teljesítette, így nem avattak bajnokot! |
| 200 m mellúszás Döntő: augusztus        | Hild László Újpesti TE                                                         | 2:59,4                                                            | Lantos László FTC                                                  | 3:04,8                                                            | Köves László MTK                                                                   | 3:05,6                                                            |
| Folyambajnokság Döntő: július           | Halassy Olivér Újpesti TE                                                      | 45:12,6                                                           | Páhok István MTK                                                   | 45:42,6                                                           | Bozsi Mihály Újpesti TE                                                            | 46:13,4                                                           |
| Folyambajnokság csapat Döntő: július    | Újpesti TE Halassy Olivér Bozsi Mihály Gyárfás Miklós Jakab János Kormuth Iván | 28 pont                                                           | MTK Páhok István Keserű Ferenc Hazai Kálmán Rajki Lajos Hódi Tibor | 35 pont                                                           | Ferencvárosi TC Házi Ferenc Jónás Zoltán Forrai József Szente Károly Farkas László | 61 pont                                                           |
| 4 × 200 m gyorsváltó Döntő: augusztus   | MOVE Eger SE Szigritz Géza Baranyai Károly Bitskey I. Bárány István            | 9:54,4                                                            | Újpesti TE Jakab János Boros Halassy Olivér Szabados László        | 9:55,2                                                            | Szegedi UE Herendi II. Wanié Rezső Mihályffy István Wanié András                   | 9:57,0                                                            |
| 3 × 100 m vegyes váltó Döntő: augusztus | Újpesti TE Hild László Nagy Károly Szabados László                             | 3:30,2                                                            | MOVE Eger SE Mezei Bitskey II. Bárány István                       | 3:40,4                                                            | Ferencvárosi TC                                                                    | 3:41,2                                                            |

### Nők
| Versenyszám                          | Arany                                                             | Arany                                                             | Ezüst                                                             | Ezüst                                                             | Bronz                                                             | Bronz                                                             |
| ------------------------------------ | ----------------------------------------------------------------- | ----------------------------------------------------------------- | ----------------------------------------------------------------- | ----------------------------------------------------------------- | ----------------------------------------------------------------- | ----------------------------------------------------------------- |
| 100 m gyorsúszás Döntő:              | Lenkey Magda III. kerületi TVE                                    | 1:14,4                                                            | Sipos Margit Ferencvárosi TC                                      | 1:17,4                                                            | Tóth Ilona Magyar UE                                              | 1:17,6                                                            |
| 400 m gyorsúszás Döntő:augusztus     | Tóth Ilona Magyar UE                                              | 6:29,8                                                            | Mallász Margit Ferencvárosi TC                                    | 6:44,8                                                            | Sipos Margit Ferencvárosi TC                                      | 6:49,0                                                            |
| 100 m hátúszás Döntő: augusztus      | Mallász Margit Ferencvárosi TC                                    | 1:32,8                                                            | Sipos Margit Ferencvárosi TC                                      | 1:37,0                                                            | Megyeri Vámos Edit Újpesti TE                                     | 1:39,0                                                            |
| 200 m mellúszás Döntő: augusztus     | A győztes a szintidőt nem teljesítette, így nem avattak bajnokot! | A győztes a szintidőt nem teljesítette, így nem avattak bajnokot! | A győztes a szintidőt nem teljesítette, így nem avattak bajnokot! | A győztes a szintidőt nem teljesítette, így nem avattak bajnokot! | A győztes a szintidőt nem teljesítette, így nem avattak bajnokot! | A győztes a szintidőt nem teljesítette, így nem avattak bajnokot! |
| Folyambajnokság Döntő: július        | Koch Erzsébet Magyar UE                                           | 52:32                                                             | Kende Márta Nemzeti SC                                            | 54:52                                                             | Bánky Vera Magyar UE                                              | 54:58                                                             |
| Folyambajnokság csapat Döntő: július | Magyar UE Koch Erzsébet Bánky Vera Grau Sára                      | 10 pont                                                           | Nemzeti SC Kende Márta Dénes Irén Vollák Katalin                  | 17 pont                                                           | III. kerületi TVE Virág Éva Fischer Irma Bosnyákovits Etelka      | 24 pont                                                           |
| 4 × 100 m gyors Döntő:               | Ferencvárosi TC Bárány Csányi Mallász Margit Sipos Margit         | 5:31,4                                                            | Magyar UE Takács Fekete Kraszner Vilma Tóth Ilona                 | 5:46,4                                                            | Ferencvárosi TC B                                                 | 6:57,2                                                            |